# Lista över herrsingelsegrare i Australiska öppna
Detta är en lista över herrsingelsegrare i Australiska öppna mästerskapen i tennis.

## Lista
| År              | Segrare                   | Finalmotståndare          | Setsiffror                     |
| --------------- | ------------------------- | ------------------------- | ------------------------------ |
| 1905            | Rodney Heath              | Arthur Curtis             | 4-6, 6-3, 6-4, 6-4             |
| 1906            | Anthony Wilding           | Francis Fisher            | 6-0, 6-4, 6-4                  |
| 1907            | Horace Rice               | Harry Parker              | 6-3, 6-4, 6-4                  |
| 1908            | Fred Alexander            | Alfred Dunlop             | 3-6, 3-6, 6-0, 6-2, 6-3        |
| 1909            | Anthony Wilding           | Ernie Parker              | 6-1, 7-5, 6-2                  |
| 1910            | Rodney Heath              | Horace Rice               | 6-4, 6-3, 6-2                  |
| 1911            | Norman Brookes            | Horace Rice               | 6-1, 6-2, 6-3                  |
| 1912            | James Cecil Parke         | Alfred Beamish            | 3-6, 6-2, 1-6, 6-1, 7-5        |
| 1913            | Ernie Parker              | Harry Parker              | 2-6, 6-1, 6-3, 6-2             |
| 1914            | Arthur O'Hara Wood        | Gerald Patterson          | 6-4, 6-3, 5-7, 6-1             |
| 1915            | Gordon Lowe               | Horace Rice               | 4-6, 6-1, 6-1, 6-4             |
| 1916-1918       | inställt på grund av krig | inställt på grund av krig | inställt på grund av krig      |
| 1919            | Algernon Kingscote        | Eric Pockley              | 6-4, 6-0, 6-3                  |
| 1920            | Pat O'Hara Wood           | Ron Thomas                | 6-3, 4-6, 6-8, 6-1, 6-3        |
| 1921            | Rhys Gemmell              | Alf Hedeman               | 7-5, 6-1, 6-4                  |
| 1922            | James Outram Anderson     | Gerald Patterson          | 6-0, 3-6, 3-6, 6-3, 6-2        |
| 1923            | Pat O'Hara Wood           | Bert St. John             | 6-1, 6-1, 6-3                  |
| 1924            | James Outram Anderson     | Richard Schlesinger       | 6-3, 6-4, 3-6, 5-7, 6-3        |
| 1925            | James Outram Anderson     | Gerald Patterson          | 11-9, 2-6, 6-2, 6-3            |
| 1926            | John Hawkes               | Jim Willard               | 6-1, 6-3, 6-1                  |
| 1927            | Gerald Patterson          | John Hawkes               | 3-6, 6-4, 3-6, 18-16, 6-3      |
| 1928            | Jean Borotra              | R.O. Cummings             | 6-4, 6-1, 4-6, 5-7, 6-3        |
| 1929            | John Colin Gregory        | Richard Schlesinger       | 6-2, 6-2, 5-7, 7-5             |
| 1930            | Edgar Moon                | Harry Hopman              | 6-3, 6-1, 6-3                  |
| 1931            | Jack Crawford             | Harry Hopman              | 6-4, 6-2, 2-6, 6-1             |
| 1932            | Jack Crawford             | Harry Hopman              | 4-6, 6-3, 3-6, 6-3, 6-1        |
| 1933            | Jack Crawford             | Keith Gledhill            | 2-6, 7-5, 6-3, 6-2             |
| 1934            | Fred Perry                | Jack Crawford             | 6-3, 7-5, 6-1                  |
| 1935            | Jack Crawford             | Fred Perry                | 2-6, 6-4, 6-4, 6-4             |
| 1936            | Adrian Quist              | Jack Crawford             | 6-2, 6-3, 4-6, 3-6, 9-7        |
| 1937            | Vivian McGrath            | John Bromwich             | 6-3, 1-6, 6-0, 2-6, 6-1        |
| 1938            | Donald Budge              | John Bromwich             | 6-4, 6-2, 6-1                  |
| 1939            | John Bromwich             | Adrian Quist              | 6-4, 6-1, 6-3                  |
| 1940            | Adrian Quist              | Jack Crawford             | 6-3, 6-1, 6-2                  |
| 1941-1945       | inställt på grund av krig | inställt på grund av krig | inställt på grund av krig      |
| 1946            | John Bromwich             | Dinny Pails               | 5-7, 6-3, 7-5, 3-6, 6-2        |
| 1947            | Dinny Pails               | John Bromwich             | 4-6, 6-4, 3-6, 7-5, 8-6        |
| 1948            | Adrian Quist              | John Bromwich             | 6-4, 3-6, 6-3, 2-6, 6-3        |
| 1949            | Frank Sedgman             | John Bromwich             | 6-3, 6-2, 6-2                  |
| 1950            | Frank Sedgman             | Ken McGregor              | 6-3, 6-4, 4-6, 6-1             |
| 1951            | Dick Savitt               | Ken McGregor              | 6-3, 2-6, 6-3, 6-1             |
| 1952            | Ken McGregor              | Frank Sedgman             | 7-5, 12-10, 2-6, 6-2           |
| 1953            | Ken Rosewall              | Mervyn Rose               | 6-0, 6-3, 6-4                  |
| 1954            | Mervyn Rose               | Rex Hartwig               | 6-2, 0-6, 6-4, 6-2             |
| 1955            | Ken Rosewall              | Lew Hoad                  | 9-7, 6-4, 6-4                  |
| 1956            | Lew Hoad                  | Ken Rosewall              | 6-4, 3-6, 6-4, 7-5             |
| 1957            | Ashley Cooper             | Neale Fraser              | 6-3, 9-11, 6-4, 6-2            |
| 1958            | Ashley Cooper             | Malcolm Anderson          | 7-5, 6-3, 6-4                  |
| 1959            | Alex Olmedo               | Neale Fraser              | 6-1, 6-2, 3-6, 6-3             |
| 1960            | Rod Laver                 | Neale Fraser              | 5-7, 3-6, 6-3, 8-6, 8-6        |
| 1961            | Roy Emerson               | Rod Laver                 | 1-6, 6-3, 7-5, 6-4             |
| 1962            | Rod Laver                 | Roy Emerson               | 8-6, 0-6, 6-4, 6-4             |
| 1963            | Roy Emerson               | Ken Fletcher              | 6-3, 6-3, 6-1                  |
| 1964            | Roy Emerson               | Fred Stolle               | 6-3, 6-4, 6-2                  |
| 1965            | Roy Emerson               | Fred Stolle               | 7-9, 2-6, 6-4, 7-5, 6-1        |
| 1966            | Roy Emerson               | Arthur Ashe               | 6-4, 6-8, 6-2, 6-3             |
| 1967            | Roy Emerson               | Arthur Ashe               | 6-4, 6-1, 6-4                  |
| 1968            | Bill Bowrey               | Juan Gisbert              | 7-5, 2-6, 9-7, 6-4             |
| 1969            | Rod Laver                 | Andrés Gimeno             | 6-3, 6-4, 7-5                  |
| 1970            | Arthur Ashe               | Dick Crealy               | 6-4, 9-7, 6-2                  |
| 1971            | Ken Rosewall              | Arthur Ashe               | 6-1, 7-5, 6-3                  |
| 1972            | Ken Rosewall              | Malcolm Anderson          | 7-6, 6-3, 7-5                  |
| 1973            | John Newcombe             | Onny Parun                | 6-3, 6-7, 7-5, 6-1             |
| 1974            | Jimmy Connors             | Phil Dent                 | 7-6, 6-4, 4-6, 6-3             |
| 1975            | John Newcombe             | Jimmy Connors             | 7-5, 3-6, 6-4, 7-5             |
| 1976            | Mark Edmondson            | John Newcombe             | 6-7, 6-3, 7-6, 6-1             |
| 1977 (januari)  | Roscoe Tanner             | Guillermo Vilas           | 6-3, 6-3, 6-3                  |
| 1977 (december) | Vitas Gerulaitis          | John Lloyd                | 6-3, 7-6, 5-7, 3-6, 6-2        |
| 1978            | Guillermo Vilas           | John Marks                | 6-4, 6-4, 3-6, 6-3             |
| 1979            | Guillermo Vilas           | John Sadri                | 7-6, 6-3, 6-2                  |
| 1980            | Brian Teacher             | Kim Warwick               | 7-5, 7-6, 6-3                  |
| 1981            | Johan Kriek               | Steve Denton              | 6-2, 7-6, 6-7, 6-4             |
| 1982            | Johan Kriek               | Steve Denton              | 6-3, 6-3, 6-2                  |
| 1983            | Mats Wilander             | Ivan Lendl                | 6-1, 6-4, 6-4                  |
| 1984            | Mats Wilander             | Kevin Curren              | 6-7, 6-4, 7-6, 6-2             |
| 1985            | Stefan Edberg             | Mats Wilander             | 6-4, 6-3, 6-3                  |
| 1986            | Spelades inte             |                           |                                |
| 1987            | Stefan Edberg             | Pat Cash                  | 6-3, 6-4, 3-6, 5-7, 6-3        |
| 1988            | Mats Wilander             | Pat Cash                  | 6-3, 6-7, 3-6, 6-1, 8-6        |
| 1989            | Ivan Lendl                | Miloslav Mecir            | 6-2, 6-2, 6-2                  |
| 1990            | Ivan Lendl                | Stefan Edberg             | 4-6, 7-6, 5-2 uppgivet         |
| 1991            | Boris Becker              | Ivan Lendl                | 1-6, 6-4, 6-4, 6-4             |
| 1992            | Jim Courier               | Stefan Edberg             | 6-3, 3-6, 6-4, 6-2             |
| 1993            | Jim Courier               | Stefan Edberg             | 6-2, 6-1, 2-6, 7-5             |
| 1994            | Pete Sampras              | Todd Martin               | 7-6, 6-4, 6-4                  |
| 1995            | Andre Agassi              | Pete Sampras              | 4-6, 6-1, 7-6, 6-4             |
| 1996            | Boris Becker              | Michael Chang             | 6-2, 6-4, 2-6, 6-2             |
| 1997            | Pete Sampras              | Carlos Moyá               | 6-2, 6-3, 6-3                  |
| 1998            | Petr Korda                | Marcelo Ríos              | 6-2, 6-2, 6-2                  |
| 1999            | Jevgenij Kafelnikov       | Thomas Enqvist            | 4-6, 6-0, 6-3, 7-6             |
| 2000            | Andre Agassi              | Jevgenij Kafelnikov       | 3-6, 6-3, 6-2, 6-4             |
| 2001            | Andre Agassi              | Arnaud Clement            | 6-4, 6-2, 6-2                  |
| 2002            | Thomas Johansson          | Marat Safin               | 3-6, 6-4, 6-4, 7-6(4)          |
| 2003            | Andre Agassi              | Rainer Schüttler          | 6-2, 6-2, 6-1                  |
| 2004            | Roger Federer             | Marat Safin               | 7-6(3) 6-4 6-2                 |
| 2005            | Marat Safin               | Lleyton Hewitt            | 1-6, 6-3, 6-4, 6-4             |
| 2006            | Roger Federer             | Marcos Baghdatis          | 5-7, 7-5, 6-0, 6-2             |
| 2007            | Roger Federer             | Fernando González         | 7-6, 6-4, 6-4                  |
| 2008            | Novak Đoković             | Jo-Wilfried Tsonga        | 4-6, 6-4, 6-3, 7-6(2)          |
| 2009            | Rafael Nadal              | Roger Federer             | 7-5, 3-6, 7-6(3), 3-6, 6-2     |
| 2010            | Roger Federer             | Andy Murray               | 6-3, 6-4, 7-6(2)               |
| 2011            | Novak Đoković             | Andy Murray               | 6-4, 6-2, 6-3                  |
| 2012            | Novak Đoković             | Rafael Nadal              | 5–7, 6–4, 6–2, 6–7(5), 7–5     |
| 2013            | Novak Đoković             | Andy Murray               | 6–7(2), 7-6(3), 6–3, 6–2       |
| 2014            | Stanislas Wawrinka        | Rafael Nadal              | 6–3, 6–2, 3–6, 6–3             |
| 2015            | Novak Đoković             | Andy Murray               | 7–6 (7–5), 6–7 (4–7), 6–3, 6–0 |
| 2016            | Novak Đoković             | Andy Murray               | 6–1, 7–5, 7–6 (7–3)            |
| 2017            | Roger Federer             | Rafael Nadal              | 6–4, 3–6, 6–1, 3–6, 6–3        |
| 2018            | Roger Federer             | Marin Čilić               | 6–2, 6–7 (5–7), 6–3, 3–6, 6–1  |
| 2019            | Novak Đoković             | Rafael Nadal              | 6–3, 6–2, 6–3                  |
| 2020            | Novak Đoković             | Dominic Thiem             | 6–4, 4–6, 2–6, 6–3, 6–4        |
| 2021            | Novak Đoković             | Daniil Medvedev           | 7–5, 6–2, 6–2                  |
| 2022            | Rafael Nadal              | Daniil Medvedev           | 2–6, 6–7 (5–7), 6–4, 6–4, 7–5  |
| 2023            | Novak Đoković             | Stefanos Tsitsipas        | 6–3, 7–6 (7–4), 7–6 (7–5)      |
| 2024            | Jannik Sinner             | Daniil Medvedev           | 3–6, 3–6, 6–4, 6–4, 6–3        |
| 2025            | Jannik Sinner             | Alexander Zverev          | 6–3, 7–6 (7-4), 6–3            |